# Lista över fornlämningar i Gotlands kommun (Näs)
Lista över fornlämningar i Gotlands kommun (Näs) är en förteckning av ett urval av de fornlämningar som finns i Näs i Gotlands kommun.
| Namn           | Lämningstyp                      | Tillkomsttid | Historisk indelning | Plats | Läge                 | ID-nr          | Bild                                      |
| -------------- | -------------------------------- | ------------ | ------------------- | ----- | -------------------- | -------------- | ----------------------------------------- |
| Näs 3:1        | Hällristning                     |              | Näs, Gotland        |       | 57.109902, 18.262447 | 11100000001102 | Ladda upp en till bild av detta fornminne |
| Näs 5:1        | Hällristning                     |              | Näs, Gotland        |       | 57.108317, 18.295668 | 11100000001103 | Ladda upp en bild av detta fornminne      |
| Näs 5:2        | Hällristning                     |              | Näs, Gotland        |       | 57.108184, 18.296323 | 11100000001104 | Ladda upp en bild av detta fornminne      |
| Näs 6:1        | Hällristning                     |              | Näs, Gotland        |       | 57.108464, 18.294365 | 11100000001105 | Ladda upp en bild av detta fornminne      |
| Näs 7:1        | Röse                             |              | Näs, Gotland        |       | 57.121306, 18.285971 | 10095600070001 | Ladda upp en bild av detta fornminne      |
| Näs 8:2        | Husgrund, förhistorisk/medeltida |              | Näs, Gotland        |       | 57.131827, 18.318183 | 10095600080002 | Ladda upp en bild av detta fornminne      |
| Vigo (Näs 9:1) | Husgrund, förhistorisk/medeltida |              | Näs, Gotland        |       | 57.125062, 18.312427 | 10095600090001 | Ladda upp en bild av detta fornminne      |
| Näs 9:2        | Husgrund, förhistorisk/medeltida |              | Näs, Gotland        |       | 57.125278, 18.311832 | 10095600090002 | Ladda upp en bild av detta fornminne      |
| Näs 10:1       | Stensättning                     |              | Näs, Gotland        |       | 57.122038, 18.305426 | 10095600100001 | Ladda upp en bild av detta fornminne      |
| Näs 10:2       | Stensättning                     |              | Näs, Gotland        |       | 57.121579, 18.306037 | 10095600100002 | Ladda upp en bild av detta fornminne      |
| Näs 10:3       | Stensättning                     |              | Näs, Gotland        |       | 57.122376, 18.304861 | 10095600100003 | Ladda upp en bild av detta fornminne      |
| Näs 10:4       | Stensättning                     |              | Näs, Gotland        |       | 57.122582, 18.304530 | 10095600100004 | Ladda upp en bild av detta fornminne      |
| Näs 10:5       | Stensättning                     |              | Näs, Gotland        |       | 57.122914, 18.303822 | 10095600100005 | Ladda upp en bild av detta fornminne      |
| Näs 10:6       | Stensättning                     |              | Näs, Gotland        |       | 57.121903, 18.305330 | 10095600100006 | Ladda upp en bild av detta fornminne      |
| Näs 11:1       | Gravfält                         |              | Näs, Gotland        |       | 57.129018, 18.259879 | 10095600110001 | Ladda upp en bild av detta fornminne      |
| Näs 12:1       | Runristning                      |              | Näs, Gotland        |       | 57.133321, 18.265586 | 10095600120001 | Ladda upp en bild av detta fornminne      |
| Näs 14:1       | Röse                             |              | Näs, Gotland        |       | 57.109600, 18.238291 | 10095600140001 | Ladda upp en bild av detta fornminne      |
| Näs 15:1       | Grav markerad av sten/block      |              | Näs, Gotland        |       | 57.120304, 18.251306 | 10095600150001 | Ladda upp en bild av detta fornminne      |
| Näs 15:2       | Grav markerad av sten/block      |              | Näs, Gotland        |       | 57.120302, 18.251491 | 10095600150002 | Ladda upp en bild av detta fornminne      |
| Näs 19:1       | Hällristning                     |              | Näs, Gotland        |       | 57.134262, 18.232606 | 11100000001106 | Ladda upp en bild av detta fornminne      |
| Näs 21:1       | Hällristning                     |              | Näs, Gotland        |       | 57.132776, 18.231012 | 11100000001107 | Ladda upp en bild av detta fornminne      |
| Näs 21:2       | Hällristning                     |              | Näs, Gotland        |       | 57.132605, 18.230577 | 11100000001108 | Ladda upp en bild av detta fornminne      |
| Näs 22:1       | Hällristning                     |              | Näs, Gotland        |       | 57.126287, 18.229868 | 11100000001109 | Ladda upp en bild av detta fornminne      |
| Näs 22:2       | Hällristning                     |              | Näs, Gotland        |       | 57.126358, 18.230044 | 11100000001110 | Ladda upp en bild av detta fornminne      |
| Näs 23:1       | Hällristning                     |              | Näs, Gotland        |       | 57.126971, 18.231073 | 11100000001111 | Ladda upp en bild av detta fornminne      |
| Näs 24:1       | Hällristning                     |              | Näs, Gotland        |       | 57.123725, 18.230422 | 11100000001112 | Ladda upp en bild av detta fornminne      |
| Näs 24:2       | Hällristning                     |              | Näs, Gotland        |       | 57.123672, 18.230455 | 11100000001113 | Ladda upp en bild av detta fornminne      |
| Näs 24:3       | Hällristning                     |              | Näs, Gotland        |       | 57.123670, 18.230789 | 11100000001114 | Ladda upp en bild av detta fornminne      |
| Näs 24:4       | Hällristning                     |              | Näs, Gotland        |       | 57.123770, 18.230820 | 11100000001115 | Ladda upp en bild av detta fornminne      |
| Näs 24:5       | Hällristning                     |              | Näs, Gotland        |       | 57.123808, 18.230873 | 11100000001116 | Ladda upp en bild av detta fornminne      |
| Näs 24:6       | Hällristning                     |              | Näs, Gotland        |       | 57.123460, 18.230687 | 11100000001117 | Ladda upp en bild av detta fornminne      |
| Näs 25:1       | Hällristning                     |              | Näs, Gotland        |       | 57.123313, 18.226655 | 11100000001118 | Ladda upp en bild av detta fornminne      |
| Näs 25:2       | Hällristning                     |              | Näs, Gotland        |       | 57.123509, 18.225915 | 11100000001119 | Ladda upp en bild av detta fornminne      |
| Näs 25:3       | Hällristning                     |              | Näs, Gotland        |       | 57.123601, 18.226462 | 11100000001120 | Ladda upp en bild av detta fornminne      |
| Näs 26:1       | Hällristning                     |              | Näs, Gotland        |       | 57.123802, 18.224378 | 11100000001121 | Ladda upp en bild av detta fornminne      |
| Näs 26:2       | Hällristning                     |              | Näs, Gotland        |       | 57.123927, 18.223678 | 11100000001122 | Ladda upp en bild av detta fornminne      |
| Näs 26:3       | Hällristning                     |              | Näs, Gotland        |       | 57.123857, 18.223167 | 11100000001123 | Ladda upp en bild av detta fornminne      |
| Näs 26:4       | Hällristning                     |              | Näs, Gotland        |       | 57.123615, 18.223341 | 11100000001124 | Ladda upp en bild av detta fornminne      |
| Näs 26:5       | Hällristning                     |              | Näs, Gotland        |       | 57.123797, 18.222955 | 11100000001125 | Ladda upp en bild av detta fornminne      |
| Näs 26:6       | Hällristning                     |              | Näs, Gotland        |       | 57.123833, 18.222762 | 11100000001126 | Ladda upp en bild av detta fornminne      |
| Näs 26:7       | Hällristning                     |              | Näs, Gotland        |       | 57.123890, 18.222346 | 11100000001204 | Ladda upp en bild av detta fornminne      |
| Näs 27:1       | Hällristning                     |              | Näs, Gotland        |       | 57.123174, 18.222049 | 11100000001262 | Ladda upp en bild av detta fornminne      |
| Näs 27:2       | Hällristning                     |              | Näs, Gotland        |       | 57.123176, 18.221949 | 11100000001263 | Ladda upp en bild av detta fornminne      |
| Näs 27:3       | Hällristning                     |              | Näs, Gotland        |       | 57.123179, 18.221948 | 11100000001264 | Ladda upp en bild av detta fornminne      |
| Näs 27:4       | Hällristning                     |              | Näs, Gotland        |       | 57.123233, 18.222044 | 11100000001265 | Ladda upp en bild av detta fornminne      |
| Näs 27:5       | Hällristning                     |              | Näs, Gotland        |       | 57.123225, 18.221605 | 11100000001266 | Ladda upp en bild av detta fornminne      |
| Näs 27:6       | Hällristning                     |              | Näs, Gotland        |       | 57.123243, 18.221550 | 11100000001267 | Ladda upp en bild av detta fornminne      |
| Näs 27:7       | Hällristning                     |              | Näs, Gotland        |       | 57.123208, 18.221519 | 11100000001268 | Ladda upp en bild av detta fornminne      |
| Näs 27:8       | Hällristning                     |              | Näs, Gotland        |       | 57.123203, 18.221419 | 11100000001269 | Ladda upp en bild av detta fornminne      |
| Näs 28:1       | Stensättning                     |              | Näs, Gotland        |       | 57.127736, 18.259075 | 10095600280001 | Ladda upp en bild av detta fornminne      |
| Näs 29:1       | Stensättning                     |              | Näs, Gotland        |       | 57.129147, 18.258938 | 10095600290001 | Ladda upp en bild av detta fornminne      |
| Näs 32:1       | Stensättning                     |              | Näs, Gotland        |       | 57.128788, 18.314143 | 10095600320001 | Ladda upp en bild av detta fornminne      |
| Näs 34:1       | Hällristning                     |              | Näs, Gotland        |       | 57.129968, 18.316651 | 11100000001270 | Ladda upp en bild av detta fornminne      |
| Näs 36:1       | Husgrund, historisk tid          |              | Näs, Gotland        |       | 57.132337, 18.323399 | 10095600360001 | Ladda upp en bild av detta fornminne      |
| Näs 37:1       | Hällristning                     |              | Näs, Gotland        |       | 57.109108, 18.295854 | 11100000001271 | Ladda upp en bild av detta fornminne      |
| Näs 39:1       | Hällristning                     |              | Näs, Gotland        |       | 57.093590, 18.250262 | 11100000001272 | Ladda upp en bild av detta fornminne      |
| Näs 41:1       | Hällristning                     |              | Näs, Gotland        |       | 57.081449, 18.251438 | 11100000001273 | Ladda upp en bild av detta fornminne      |
| Näs 42:1       | Hällristning                     |              | Näs, Gotland        |       | 57.082394, 18.251629 | 11100000001274 | Ladda upp en bild av detta fornminne      |
| Näs 50:1       | Hällristning                     |              | Näs, Gotland        |       | 57.087271, 18.261857 | 11100000001275 | Ladda upp en bild av detta fornminne      |
| Näs 50:2       | Hällristning                     |              | Näs, Gotland        |       | 57.086894, 18.262001 | 11100000001276 | Ladda upp en bild av detta fornminne      |
| Näs 52:1       | Hällristning                     |              | Näs, Gotland        |       | 57.104703, 18.287654 | 11100000001277 | Ladda upp en bild av detta fornminne      |
| Näs 53:1       | Hällristning                     |              | Näs, Gotland        |       | 57.104133, 18.287420 | 11100000001278 | Ladda upp en bild av detta fornminne      |
| Näs 54:1       | Hög                              |              | Näs, Gotland        |       | 57.107010, 18.291081 | 10095600540001 | Ladda upp en bild av detta fornminne      |
| Näs 55:1       | Hällristning                     |              | Näs, Gotland        |       | 57.107665, 18.292466 | 11100000001279 | Ladda upp en bild av detta fornminne      |
| Näs 55:2       | Hällristning                     |              | Näs, Gotland        |       | 57.107693, 18.292437 | 11100000001280 | Ladda upp en bild av detta fornminne      |
| Näs 55:3       | Hällristning                     |              | Näs, Gotland        |       | 57.107760, 18.292399 | 11100000001281 | Ladda upp en bild av detta fornminne      |
| Näs 55:4       | Hällristning                     |              | Näs, Gotland        |       | 57.107872, 18.292263 | 11100000001282 | Ladda upp en bild av detta fornminne      |
| Näs 55:5       | Hällristning                     |              | Näs, Gotland        |       | 57.107580, 18.292531 | 11100000001283 | Ladda upp en bild av detta fornminne      |
| Näs 56:1       | Hällristning                     |              | Näs, Gotland        |       | 57.118320, 18.231141 | 10095600560001 | Ladda upp en bild av detta fornminne      |
| Näs 57:1       | Hällristning                     |              | Näs, Gotland        |       | 57.117011, 18.234639 | 11100000001284 | Ladda upp en bild av detta fornminne      |
| Näs 58:1       | Hällristning                     |              | Näs, Gotland        |       | 57.087494, 18.260779 | 11100000001285 | Ladda upp en bild av detta fornminne      |
| Näs 58:2       | Hällristning                     |              | Näs, Gotland        |       | 57.087534, 18.260555 | 11100000001286 | Ladda upp en bild av detta fornminne      |
| Näs 58:3       | Hällristning                     |              | Näs, Gotland        |       | 57.087566, 18.259988 | 11100000001287 | Ladda upp en bild av detta fornminne      |
| Näs 59:1       | Hällristning                     |              | Näs, Gotland        |       | 57.112948, 18.232048 | 11100000001288 | Ladda upp en bild av detta fornminne      |
| Näs 63:1       | Hällristning                     |              | Näs, Gotland        |       | 57.108704, 18.263314 | 11100000001289 | Ladda upp en bild av detta fornminne      |
| Näs 68:1       | Hällristning                     |              | Näs, Gotland        |       | 57.110670, 18.288511 | 11100000001290 | Ladda upp en bild av detta fornminne      |
| Näs 69:1       | Hällristning                     |              | Näs, Gotland        |       | 57.125747, 18.230076 | 11100000001291 | Ladda upp en bild av detta fornminne      |
| Näs 69:2       | Hällristning                     |              | Näs, Gotland        |       | 57.125671, 18.230165 | 11100000001292 | Ladda upp en bild av detta fornminne      |
| Näs 70:1       | Hällristning                     |              | Näs, Gotland        |       | 57.126875, 18.232115 | 11100000001293 | Ladda upp en bild av detta fornminne      |
| Näs 70:2       | Hällristning                     |              | Näs, Gotland        |       | 57.127199, 18.232080 | 11100000001294 | Ladda upp en bild av detta fornminne      |
| Näs 71:1       | Hällristning                     |              | Näs, Gotland        |       | 57.128069, 18.231927 | 11100000001295 | Ladda upp en bild av detta fornminne      |
| Näs 73:1       | Hällristning                     |              | Näs, Gotland        |       | 57.135362, 18.222251 | 11100000001296 | Ladda upp en bild av detta fornminne      |
| Näs 73:2       | Hällristning                     |              | Näs, Gotland        |       | 57.135333, 18.222781 | 11100000001297 | Ladda upp en bild av detta fornminne      |
| Näs 74:1       | Hällristning                     |              | Näs, Gotland        |       | 57.099558, 18.226992 | 11100000001298 | Ladda upp en bild av detta fornminne      |
| Näs 74:2       | Hällristning                     |              | Näs, Gotland        |       | 57.099281, 18.227113 | 11100000001299 | Ladda upp en bild av detta fornminne      |
| Näs 75:1       | Hällristning                     |              | Näs, Gotland        |       | 57.099519, 18.222975 | 11100000001300 | Ladda upp en bild av detta fornminne      |
| Näs 75:2       | Hällristning                     |              | Näs, Gotland        |       | 57.099483, 18.223305 | 11100000001301 | Ladda upp en bild av detta fornminne      |
| Näs 77:1       | Stensättning                     |              | Näs, Gotland        |       | 57.132299, 18.273632 | 10095600770001 | Ladda upp en bild av detta fornminne      |
| Näs 82:1       | Hällristning                     |              | Näs, Gotland        |       | 57.135716, 18.221744 | 11100000001303 | Ladda upp en bild av detta fornminne      |
| Näs 83:1       | Hällristning                     |              | Näs, Gotland        |       | 57.133578, 18.225111 | 11100000001304 | Ladda upp en bild av detta fornminne      |
| Näs 83:2       | Hällristning                     |              | Näs, Gotland        |       | 57.133627, 18.225187 | 11100000001305 | Ladda upp en bild av detta fornminne      |
| Näs 84:1       | Hällristning                     |              | Näs, Gotland        |       | 57.131824, 18.229925 | 11100000001306 | Ladda upp en bild av detta fornminne      |
| Näs 84:2       | Hällristning                     |              | Näs, Gotland        |       | 57.131833, 18.230043 | 11100000001307 | Ladda upp en bild av detta fornminne      |
| Näs 85:1       | Hällristning                     |              | Näs, Gotland        |       | 57.124165, 18.231228 | 11100000001308 | Ladda upp en bild av detta fornminne      |
| Näs 85:2       | Hällristning                     |              | Näs, Gotland        |       | 57.124165, 18.231228 | 11100000001309 | Ladda upp en bild av detta fornminne      |
| Näs 86:1       | Hällristning                     |              | Näs, Gotland        |       | 57.123404, 18.229186 | 11100000001310 | Ladda upp en bild av detta fornminne      |
| Näs 87:1       | Hällristning                     |              | Näs, Gotland        |       | 57.123710, 18.227214 | 11100000001311 | Ladda upp en bild av detta fornminne      |
| Näs 87:2       | Hällristning                     |              | Näs, Gotland        |       | 57.123915, 18.227912 | 11100000001312 | Ladda upp en bild av detta fornminne      |
| Näs 87:3       | Hällristning                     |              | Näs, Gotland        |       | 57.124165, 18.228038 | 11100000001313 | Ladda upp en bild av detta fornminne      |
| Näs 88:1       | Hällristning                     |              | Näs, Gotland        |       | 57.118888, 18.229611 | 11100000001314 | Ladda upp en bild av detta fornminne      |
| Näs 88:2       | Hällristning                     |              | Näs, Gotland        |       | 57.119024, 18.229691 | 11100000001315 | Ladda upp en bild av detta fornminne      |
| Näs 89:1       | Hällristning                     |              | Näs, Gotland        |       | 57.117495, 18.233311 | 11100000001316 | Ladda upp en bild av detta fornminne      |
| Näs 90:1       | Hällristning                     |              | Näs, Gotland        |       | 57.118283, 18.229050 | 11100000001317 | Ladda upp en bild av detta fornminne      |
| Näs 91:1       | Hällristning                     |              | Näs, Gotland        |       | 57.118699, 18.228344 | 11100000001318 | Ladda upp en bild av detta fornminne      |
| Näs 92:1       | Hällristning                     |              | Näs, Gotland        |       | 57.114279, 18.231964 | 11100000001319 | Ladda upp en bild av detta fornminne      |
| Näs 92:2       | Hällristning                     |              | Näs, Gotland        |       | 57.114535, 18.231956 | 11100000001320 | Ladda upp en bild av detta fornminne      |
| Näs 93:1       | Hällristning                     |              | Näs, Gotland        |       | 57.087506, 18.258684 | 11100000001321 | Ladda upp en bild av detta fornminne      |